# ليلند ستانفورد
كان أماسا ليلند ستانفورد (9 مارس 1824-21 يونيو 1893) صناعيًا وسياسيًا وأحد ملوك الأموال الأمريكيين، ومؤسس جامعة ستانفورد (مع زوجته جاين). بعدما هاجر من نيويورك إلى كاليفورنيا في فترة حمى الذهب أصبح تاجرًا ناجحًا للغاية، واستكمل بناء إمبراطوريته التجارية. بعد انتخابه كحاكم كاليفورنيا عام 1861 قضى عامين في هذا المنصب، وثمان سنوات بعد ذلك كعضو في مجلس الشيوخ الأمريكي، إضافة إلى أنه كان رئيس شركة سكك حديد وسط المحيط الهادئ بداية من عام 1861، ثم شركة جنوب المحيط الهادئ بعد ذلك. كان لدى ستانفورد قوة عظمى وتسبب في تأثير دائم على ولاية كاليفورنيا، حتى أنه يعتبر على نطاق واسع أحد بارونات الجريمة.

## سيرته الذاتية

### السنوات الأولى
وُلد ستانفورد عام 1824 في وترفليت بنيويورك سابقًا (مدينة كولوني حاليًا)، كان أحد ثماني أبناء لوالديه يوشيا فيليبس ستانفورد وإيليزابيث فيليبس ستانفورد. من ضمن إخوته عضو مجلس الشيوخ بنيويورك تشارلز ستانفورد (1819-1885)، ورجل الأعمال والروحاني الأسترالي توماس ويلتون ستانفورد (1832-1918). استقر سلفه المهاجر توماس ستانفورد في مدينة تشارلزتاون بولاية ماساتشوستس في القرن السابع عشر، ثم استقر السلف المهاجرون الذين تبعوه بوادي الموهوك الشرقي في وسط نيويورك عام 1720 تقريبًا.
كان والد ستانفورد فلاحًا نوعًا ما، ترعرع ستانفورد في مزارع العائلة بليشا كيل وروسيلفيل، أجزاء من مدينة واترفيلت (بعد عام 1836)، كان بيت العائلة بروسيلفيل يسمى بإيلم جروف، هُدم في الأربعينات. التحق ستانفورد بمدرسة حكومية حتى عام 1836 وتلقى الدروس في المنزل حتى 1839. التحق بالمعهد الليبرالي بمدينة كلينتون في نيويورك، ودرس القانون في معهد كازينوفيا بنيويورك بداية من 1841-45. في 1845، دخل مكتب محاماة ويتون، ودوليتل، وهادلي بمدينة ألباني.

### المهنة والسياسة
بعد قبوله وحصوله على رخصة ممارسة المحاماة عام 1848، انتقل ستانفورد مع العديد من المستوطنين إلى بورت واشنطن بويسكنسون، حيث بدأ مهنته في ممارسة المحاماة مع ويزلي بيرس. قدم له والده مكتبة قانون يقال أنها الأجود في شمال ميلواكي. عام 1950، رُشّح ستانفورد من قبل الحزب اليميني ليصبح ممثل مقاطعة واشنطن.

### الزواج والعائلة
في 30 سبتمبر 1850، تزوج ستانفورد من جاين إليزابيث لاثروب في ألباني بنيويورك. كانت ابنة داير لاثروب الذي كان أحد تجار المدينة، وجاين آن (شيلدز) لاثروب. لم يكن لدى الثنائي أي أطفال لسنوات حتى عام 1868، إذ رُزقوا بولدهم الوحيد ليلند ديويت ستانفورد في الوقت الذي كان فيه والده في الرابعة والأربعين من عمره.

### الأعمال
في عام 1852، تبع ستانفورد إخوته الخمسة إلى كاليفورنيا في فترة حمى الذهب، بعد أن فقد مكتبة المحاماة الخاصة به، إضافة لملكيات أخرى نتيجة حريق، عادت زوجته جاين مؤقتًا لعائلتها بألباني. استأنف العمل مع إخوته حتى أصبح صاحب متجر عام لعمال المناجم بمدينة ميشيغان التابعة لولاية كاليفورنيا، والتي تغير اسمها بعد ذلك لميشيغان بلاف في مقاطعة بلاسر. بمرور الوقت أصبح مالكًا لمنزل باعه أحد تجار الجملة. عمل كقاضي صلح وساعد في تنظيم رابطة المكتبات بساكرامنتو التي أصبحت لاحقًا مكتبة ساكرامنتو العامة. في عام 1855، عاد ستانفورد إلى ألباني للم الشمل مع زوجته، لكنه وجد أن إيقاع الحياة الشرقية بطيء للغاية مقارنة بالإثارة في كاليفورنيا المتطورة.
في 1856، انتقل هو وجاين إلى ساكرامينتو، حيث ارتبط بمساعٍ تجارية على نطاق واسع. كان ستانفورد واحدًا من أكبر رجال التجارة المعروفين بـ«الأربعة الكبار» (أو المعروفين فيما بينهم بـ«الرفقاء») الذين كانوا المستثمرين الرئيسيين في خطة رئيس المهندسين ثيودور ديهون جودا لشركة سكك حديد وسط المحيط الهادئ، الذي اتحد خمستهم على إنشائه في 28 يونيو 1861، والذي انتُخب ستانفورد رئيسًا له. كان الرفقاء الثلاثة الآخرون هم تشارلز كروكر، ومارك هوبكينز، وكوليس ب. هنتنغتون.
أول قاطرة لوسط المحيط الهادئ، المسماة ب «جوف. ستانفورد» تكريمًا له، محفوظة في عرض مستمر في متحف السكك الحديدية لولاية كاليفورنيا في سانكرامينتو.
ترشح ستانفورد لمنصب حاكم كاليفورنيا في 1859 لكنه لم ينجح. رُشح مرة أخرى في 1861 وفاز في الانتخابات. شغل المنصب لفترة واحدة، ثم اقتصر على عامين.
في مايو 1868، انضم إلى ليويد تيفيس، وداريوس أُجدن ميلز، وه. د. باكون، وهوبكينز، وكروكر في إنشاء شركة اتحاد الباسيفيك السريعة. كان ستانفورد مدير ويلز فراجو ومدير الشركة من 1870 إلى يناير 1884. بعد فترة وجيزة من التقاعد من مجلس الإدارة، تولى الرئاسة ثانيةً من فبراير 1884 وحتى وفاته في يوليو 1893.
أنشأ شركة تأمين باسيفيك لايف المشتركة (باسيفك لايف حاليًا) أيضًا في مايو 1868، وأصبح أول رئيس لها من 1868 إلى 1876.
بينما كانت شركة سكك حديد وسط المحيط الهادئ قيد الإنشاء، تولى ستانفورد ورفاقه حكم السكك الحديدية لجنوب المحيط الهادئ. اُنتخب ستانفورد رئيسًا لجنوب المحيط الهادئ وظل شاغلًا لهذا المنصب حتى 1890 (باستثناء فترة قصيرة في 1869-70 عندما كان تيفيز رئيسًا) عندما أطاح به كوليس هنتنغتون.
كرئيس لشركة سكك حديدية التي بُنيت في الجزء الغربي من «أول طريق سكة حديد بين القارات» على جبال سيرا نيفادا في كاليفورنيا في نيفادا ويوتا. ترأس ستانفورد القيادة الاحتفالية لـ«لاست سبايك» في برومنونتوري، يوتا في 10 مايو 1869. تلاقى خط طريق السكك الحديدية باسيفيك المركزي بخط طريق السكك الحديدية لاتحاد الباسيفيك، الذي بُني غرب المحطة الغربية في كونسيل بلافس، لوا/ أوماها، نبراسكا. حتى إنه أعطي شرف قيادة الشوكة النهائية.
انتقل ستانفورد وعائلته من ساكرامينتو إلى سان فرانسيسكو في 1874، حيث تولى رئاسة شركة السفن البخارية الغربية والشرقية، خط سير السفن البخارية إلى اليابان والصين المرتبط بوسط المحيط الهادئ.
أُسست شركة جنوب المحيط الهادئ في 1884 كشركة قابضة لنظام وسط-جنوب المحيط الهادئ. كان ستانفورد رئيس شركة جنوب المحيط الهادئ من 1885 حتى 1890 عندما عزله كوليس هنتنغتون عن منصبه بالقوة (إضافة إلى رئاسة سكك حديد جنوب المحيط الهادئ). اعتقد أن هذا كان ثأرًا من فوز ستانفورد في انتخابات مجلس شيوخ الولايات المتحدة في 1885 على صديق هنتنغتون، أ. أ. سارجنت.
انتخب ستانفورد كرئيس اللجنة التنفيذية لطرق سكك حديد جنوب المحيط الهادئ في 1890، وشغل هذا المنصب، إضافة إلى رئاسة سكك حديد وسط المحيط الهادئ حتى وفاته.

## روابط خارجية
- ليلند ستانفورد على موقع الموسوعة البريطانية (الإنجليزية)